# Ambroży (Juszkiewicz)
Ambroży, imię świeckie Andrej Juszkiewicz (ur. ok. 1690 na Ukrainie, zm. 6 maja?/17 maja 1745 w Petersburgu) – biskup Rosyjskiego Kościoła Prawosławnego pochodzenia ukraińskiego.

## Życiorys
Edukację na poziomie podstawowym odebrał w polskich szkołach katolickich. Następnie ukończył Akademię Mohylańską, w której po zakończeniu nauki został zatrudniony jako wykładowca. W 1725 złożył wieczyste śluby mnisze w jednym z klasztorów prawosławnych w Kijowie i został wyświęcony na kapłana. W 1731 został przełożonym monasteru Św. Ducha w Wilnie. Na jego prośbę do Warszawy przybył hieromnich Sylwester (Kochowski), który poprzez swoją znajomość realiów funkcjonowania prawosławia w Rzeczypospolitej miał pomagać posłowi rosyjskiemu w Warszawie interweniować na rzecz jego wyznawców.
Trzy lata później wyjechał z Rzeczypospolitej, by na zaproszenie Świątobliwego Synodu Rządzącego objął godność przełożonego monasteru św. Szymona Nowego w Petersburgu, otrzymał również godność archimandryty. 27 lipca 1734 został mianowany członkiem Synodu. Od roku następnego brał udział w przeglądzie i korekcie cerkiewnosłowiańskiego tekstu Biblii używanego w Kościele Rosyjskim. Często poruszał na posiedzenia Synodu i w rozmowach z carycą kwestie związane z położeniem prawosławnych w Rzeczypospolitej, z powodzeniem zabiegał o udzielanie pomocy eparchii białoruskiej.
2 lutego 1736 został wyświęcony na biskupa wołogodzkiego i biełozierskiego. W Wołogdzie zreformował miejscowe seminarium duchowne, zatrudniając w nim wykładowców pochodzących z Akademii Mohylańskiej, odnowił sobór Mądrości Bożej w Wołogdzie. W 1739 głosił kazanie na ślubie Anny Leopoldowny z księciem Antonim Braunschweigiem-Wolfenbuttlem. W 1740 został biskupem nowogrodzkim i wielkołuckim, z czym wiązało się honorowe pierwszeństwo wśród duchownych członków Świętego Synodu Rządzącego. Otrzymał także godność arcybiskupa. Jako biskup nowogrodzki otworzył seminarium duchowne w monasterze św. Antoniego Rzymianina w Nowogrodzie i podarował mu własny księgozbiór.
Uważany za zwolennika Anny Leopoldowny i przeciwnika wstąpienia na tron Elżbiety Piotrowny, jednak po ostatecznym objęciu przez nią władzy nie protestował, a nawet stwierdził, że w ten sposób Cerkiew prawosławna została uratowana przed wrogami. Zyskał zaufanie władczyni; wobec wakatu na urzędzie oberprokuratora Synodu osobiście składał jej raporty dotyczące spraw cerkiewnych. Razem z metropolitą rostowskim Arseniuszem w 1742 przedstawił projekt reorganizacji najwyższych organów Rosyjskiego Kościoła Prawosłanego, w tym likwidacji urzędu oberprokuratora i przywrócenia patriarchatu, lub przynajmniej wprowadzenia urzędu przewodniczącego Świętego Synodu obieralnego spośród biskupów. Był utalentowanym polemistą i kaznodzieją.
W 1744 zachorował i rok później nagle zmarł. Zgodnie z własną wolą został pochowany w monasterze św. Antoniego Rzymianina w Nowogrodzie.